# Condado de Carroll (Maryland)
O Condado de Carroll é um dos 23 condados do Estado americano de Maryland. A sede do condado é Westminster, e sua maior cidade é Westminster. O condado possui uma área de 1 172 km² (dos quais 8 km² estão cobertos por água), uma população de 150 897 habitantes, e uma densidade populacional de 130 hab/km² (segundo o censo nacional de 2000). O condado foi fundado em 1834.